# Dargiń
Dargiń is een plaats in het Poolse district  Koszaliński, woiwodschap West-Pommeren. De plaats maakt deel uit van de gemeente Bobolice en telt 210 inwoners.